# Karl Fischer von Wellenborn
Karel šlechtic Fischer z Wellenbornu (německy Karl Franz Ludwig Edler Fischer von Wellenborn) (3. listopadu 1833 Brno – 10. března 1913 Vídeň) byl rakousko-uherský generál. V c. k. armádě sloužil jako absolvent vojenské akademie od roku 1852, bojoval v několika válkách, jako štábní důstojník později strávil několik let v Čechách. Svou kariéru završil ve vojenské justici a nakonec byl v letech 1891–1894 prezidentem Nejvyššího vojenského soudního dvora, při odchodu do výslužby obdržel hodnost generála jezdectva (1894).

## Životopis
Pocházel z brněnské úřednické rodiny, narodil se jako jediný syn c. k. vrchního válečného komisaře Karla Fischera (1801–1884) povýšeného v roce 1858 do šlechtického stavu. Studoval na Tereziánské vojenské akademii ve Vídeňském Novém Městě a do armády vstoupil v roce 1852 jako poručík u 1. hulánského pluku. V roce 1859 se zúčastnil války se Sardinií a v roce 1861 byl povýšen na rytmistra. Bojoval také v prusko-rakouské válce v roce 1866 a o tři roky později byl jmenován majorem u 7. hulánského pluku. Poté si doplnil vzdělání na Válečné škole (K.u.k. Kriegschule) ve Vídni a v roce 1871 byl zařazen do sboru důstojníků generálního štábu. Jako štábní důstojník poté sloužil u několika pěších divizí a v roce 1872 byl povýšen na podplukovníka. Od roku 1875 byl velitelem dragounského pluku č. 7 v Plzni a v roce 1876 dosáhl hodnosti plukovníka.
V roce 1882 byl povýšen na generálmajora a převzal velení 15. jezdecké brigády v Debrecíně, později byl velitelem 40. pěší brigády ve Vídni. Od roku 1886 byl velitelem 9. pěší divize v Praze a o rok později byl povýšen do hodnosti polního podmaršála (1887). V Praze setrval do roku 1890, poté byl povolán do Vídně, kde byl jmenován předsedou Vrchního vojenského soudu a nakonec byl v letech 1891–1894 prezidentem Nejvyššího vojenského soudního dvora (Oberster Militär-Gerichtshof). V roce 1891 zároveň obdržel titul c. k. tajného rady s nárokem na oslovení Excelence a následně byl vyznamenán rytířským křížem Leopoldova řádu (1891). V roce 1894 byl penzionován a při příležitosti odchodu na penzi získal čestnou hodnost generála jezdectva. Při odchodu do výslužby byl dekorován komturským křížem Leopoldova řádu (1894).
V roce 1861 se ve Vídni oženil s Františkou von Ley (1841–1902) a měl s ní pět dětí, z nichž tři zemřely v dětství. Syn Gideon Maximilian (1884–1957) byl ve Vídni bankovním úředníkem.